# Centralna Grupa Armii
Centralna Grupa Armii (ang. Central Army Group CENTAG)  – związek operacyjno-strategiczny Paktu Północnoatlantyckiego.

## Charakterystyka
W okresie „zimnej wojny” obszar odpowiedzialności Centralnej Grupy Armii obejmował teren na południe od linii Göttingen-Liège. W jego skład wchodziło 11 dywizji, 5 samodzielnych brygad i samodzielne pułki, co stanowiło około 420000 żołnierzy.
Dowództwu Centralnej Grupy Armii podlegały siły lądowe Stanów Zjednoczonych (7 Armia Polowa z 5. i 7 KA), Kanady i Francji (1 Armia Polowa z 1. i 2 KA). Dowódcą CENTAG był dowódca Amerykańskich Sił Lądowych w Europie USAREUR. Siedziba dowództwa znajdowała się w Campbell Barracks, w Heidelbergu. W 1961 dowództwo CENTAG zostało przeniesione do Hammonds Barracks, Seckenheim. W 1980 powróciło ponownie do Campbell Barracks, gdzie stacjonowały już 4 PTSP i Połączone Dowództwo Sił Mobilnych.

Za stan gotowości bojowej korpusów odpowiadały dowództwa narodowe. Dopiero po przejściu sił zbrojnych na stopę wojenną, dowodzenie obejmował dowódca grupy armii. Do jego obowiązków w czasie pokoju należało przygotowanie planów operacyjnych, kontrola szkolenia podległych wojsk (po uzyskaniu zgody dowództw narodowych) oraz przedstawianie propozycji doskonalących wartość bojową podległych sił lądowych.
W 1993 rozwiązano dowództwo Centralnej Grupy Armii, a jego zadania przejęło Dowództwo Połączonych Sił Lądowych Europy Centralnej LANDCENT.

## Struktura organizacyjna
| Skład wojsk                      | Skład wojsk            | Skład wojsk          |
| 1953                             | koniec lat 50. XX w.   | 1989                 |
| -------------------------------- | ---------------------- | -------------------- |
| dowództwo Centralnej Grupy Armii |                        |                      |
| 7 Armia Polowa USA               | 7 Armia Polowa USA     | 5 Korpus Armijny USA |
| - 5 Korpus Armijny               | - 5 Korpus Armijny     | 7 Korpus Armijny USA |
| - 7 Korpus Armijny               | - 7 Korpus Armijny     | 2 Korpus Armijny RFN |
| 1 Armia Polowa Francji           | - 2 Korpus Armijny RFN | 3 Korpus Armijny RFN |
| - 1 Korpus Armijny               | - 3 Korpus Armijny RFN |                      |
| - 2 Korpus Armijny               | 1 Armia Polowa Francji |                      |
|                                  | - 1 Korpus Armijny     |                      |
| - 2 Korpus Armijny               |                        |                      |

## Dowódcy CGA
| Stopień, imię i nazwisko         | Czasokres   |
| Generał Thomas T. Handy          | 1952        |
| Generał Charles L. Bolte         | 1953        |
| Generał William M. Hoge          | 1953–1955   |
| Generał Anthony McAuliffe        | 1955–1956   |
| Generał Henry I. Hodes           | 1956 – 1959 |
| Generał Clyde D. Eddleman        | 1960        |
| Generał Bruce C. Clarke          | 1960–1962   |
| Generał Paul L. Freeman Jr       | 1962–1965   |
| Generał Andrew P. O'Meara        | 1965–1967   |
| Generał James H. Polk            | 1967        |
| Generał Arthur S. Collins Jr.    | 1971        |
| Generał Michael S. Davison       | 1971 – 1975 |
| Generał George S. Blanchard      | 1975 – 1979 |
| Generał Frederick J. Kroesen Jr. | 1979 – 1983 |
| Generał Glenn K. Otis            | 1983 – 1988 |
| Generał Crosbie Saint            | 1988–1992   |